# پراودینسک
شهر پراودینسک (به روسی: Правдинск) در کشور روسیه و در اوبلاست کالینینگراد واقع شده‌است.